# رايلي إي. ستراتون
رايلي إي. ستراتون (بالإنجليزية: Riley E. Stratton)‏ هو قاضي ومحامي أمريكي، ولد في 1823 في بنسيلفانيا في الولايات المتحدة، وتوفي في 26 ديسمبر 1866 في يوجين في الولايات المتحدة.